# Александров, Анатолий Александрович (Герой Социалистического Труда)
Анатолий Александрович Александров (1938—2006) — советский работник промышленности, Герой Социалистического Труда (1974).

## Биография
Родился в 1938 году в д. Михайловка Цивильского района Чувашской АССР.
Окончил Цивильскую среднюю школу № 1.
Работал на Чебоксарском агрегатном заводе, с 1965 года — резьбошлифовщик Чебоксарского завода «Текстильмаш».
Без отрыва от производства в 1977 году окончил Чебоксарский вечерний машиностроительный техникум. В период работы на Чебоксарском заводе «Текстильмаш» Александров перевыполнял плановые задания, являлся наставником молодежи.
Анатолий Александрович неоднократно возглавлял партийную организацию цеха, избирался членом Чебоксарского горкома, был членом бюро областного комитета партии, являлся депутатом Верховного Совета Чувашской АССР 10-го созыва и депутатом Верховного Совета СССР 11-го созыва.
Умер в 2006 году.

## Награды
- За выдающиеся достижения в повышении производительности труда, досрочное выполнение плана производства и проявленный трудовой героизм А. А. Александрову было присвоено звание Героя Социалистического Труда с вручением ордена Ленина и медали «Золотая звезда».
- Также награждён орденом Трудового Красного Знамени и медалями.
- Почётный гражданин Цивильского района.[2]